# Tricyphona shastensis
Tricyphona shastensis är en tvåvingeart som först beskrevs av Alexander 1958.  Tricyphona shastensis ingår i släktet Tricyphona och familjen hårögonharkrankar. Inga underarter finns listade i Catalogue of Life.